# Koppelrelais

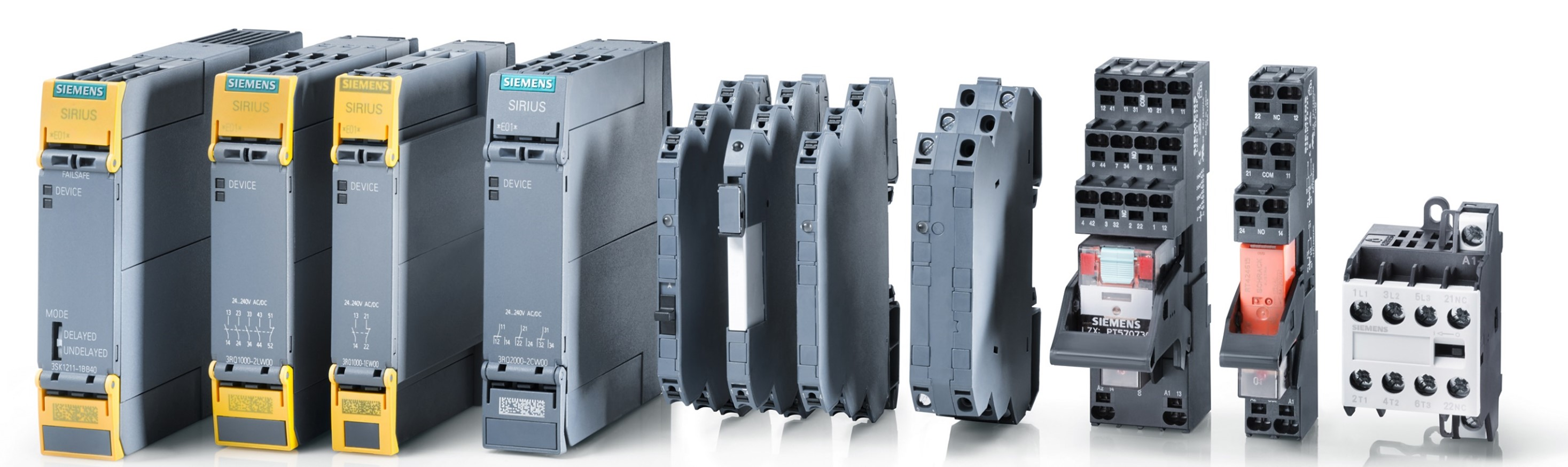
Übersicht verschiedener Ausführungen von Koppelrelais

Ein Koppelrelais ist ein Niederspannungsschaltgerät, welches mit mindestens einem elektromechanischen Elementarrelais nach IEC 61810 oder Halbleiterrelais nach IEC 62314 ausgestattet ist.
Im Unterschied zu einem reinen Relais handelt sich bei einem Koppelrelais nicht um ein Bauteil, das allein nicht verwendbar ist, sondern – ebenso wie bei Zeitrelais oder Überwachungsrelais – um ein komplettes Gerät, welches insbesondere in Industrie und Infrastruktur Anwendung findet. Als eigenständig verwendbare Geräte fallen Koppelrelais in der Europäischen Union unter die Niederspannungsrichtlinie 2014/35/EU.
Die Funktion ist im Wesentlichen die eines Relais, welches zur galvanischen Trennung von Steuer- und Haupt- bzw. Hilfsstromkreisen sowie dem Koppeln von Signalen, also dem Verbinden von Stromkreisen unterschiedlicher Ströme und Spannungen, wie z. B. von Gleichspannung 24 V auf Wechselspannung 230 V, eingesetzt wird.

## Arbeitsweise
Die Hauptfunktion eines Koppelrelais ist das gesteuerte Öffnen oder Schließen eines Stromkreises nach dem Alles-oder-nichts-Prinzip.
Die Schaltfunktion übernimmt meist ein verbautes Elementarrelais. Dieses arbeitet nach dem Prinzip des Elektromagneten, der Laststromkreis ist galvanisch vom Steuerstromkreis getrennt.
Wird ein Halbleiterrelais verwendet, so wird die Schaltfunktion abhängig von der zu schaltenden Last mit Transistoren, Thyristoren, Triacs oder MosFETs gelöst. Für die galvanische Trennung von Steuer- und Laststromkreis werden Optokoppler zur Signalübertragung verwendet.

## Ausführungen
Koppelrelais gibt es in folgenden Ausführungen:
- Zwangsgeführte Koppelrelais: Durch die Zwangsführung nach IEC 60947-5-1 (IEC 61810-3) sind die Kontakte der verbauten Relais mechanisch so miteinander verbunden, dass Schließer und Öffner nie gleichzeitig geschlossen sind. Dadurch kann ein Öffnungsversagen zuverlässig erkannt und maximale Sicherheit gewährleistet werden.
- Koppler mit Halbleiterausgang: Durch den Halbleiterausgang wird eine sehr hohe elektrische Lebensdauer erzeugt und eine nahezu unbegrenzte Anzahl von Schaltspielen ermöglicht. Außerdem bietet es auch eine höhere Kontaktsicherheit, lautloses und kurzes Schalten und ein hohes DC-Schaltvermögen. Dank der verwendeten Optokoppler-Technologie wird eine sichere Trennung auch bei elektronischen Koppelrelais oder mit Halbleiterausgängen gewährleistet. Optokoppler mit Fototransistoren werden bei Gleichspannung genutzt und Optokoppler mit Fototriacs bei Wechselspannung.
- Steckrelais: Diese bieten den Vorteil, dass die Relais bei Verschleiß schneller austauschbar sind.

## Gebrauchskategorien
Die gängigsten Gebrauchskategorien für Koppelrelais sind AC-15 und DC-13, welche in der IEC 6097-5-1 definiert sind. AC beschreibt die Kategorie für Wechselspannung und DC die für Gleichspannung, sie werden typischerweise für das Steuern elektromagnetischer Lasten genutzt.

## Kontakte
Es gibt verschiedene Arten von Kontakten, zum einen Hauptkontakte und zum anderen Hilfskontakte. Für Koppelrelais werden Hauptkontakte verwendet, die sich in Schließer, Öffner und Wechsler unterteilen:
- Schließer sind Arbeitskontakte (NO von engl. Normally Open)
- Öffner sind Ruhekontakte (NC von engl. Normally Closed)
- Wechsler sind Kombinationen aus Schließer und Öffner mit gemeinsamer Wurzel

Außerdem gibt es noch hartvergoldete Kontakte, zum Schalten sehr kleiner Ströme, Halbleiterkontakte, zum häufigen Schalten, und zwangsgeführte Kontakte, für maximale Sicherheit. Wie oft man ein Koppelrelais schalten kann, ist abhängig von der Last und von dem verwendeten Kontaktmaterial, z. B. Silbernickel mit Hartvergoldung (AgNi + Au), Silbernickel (AgNi), Silbercadium (AgCdO) und Silberzinnoxid (AgSnO2).

## Anwendung
Koppelrelais werden vor allem in der Industrie und in Infrastrukturanwendungen wie Gebäudeautomation oder bei der Bahn eingesetzt. Typische Anwendungen sind zum Beispiel:
- Galvanische Trennung
- Verbindung von Sensoren mit Eingängen und von Ausgängen mit den Ausgängen einer Speicherprogrammierbaren Steuerung
- Spannungsumsetzung von z. B. Gleichspannung 24 V auf Wechselspannung 230 V[3]
- Verstärkung leistungsschwacher Signale
- Allgemeine Relaissteuerungen
- Überspannungs- und EMV-Schutz von Steuerungen
- An Ein- und Ausgängen an Steuerungen (mit hartvergoldeten Kontakten)

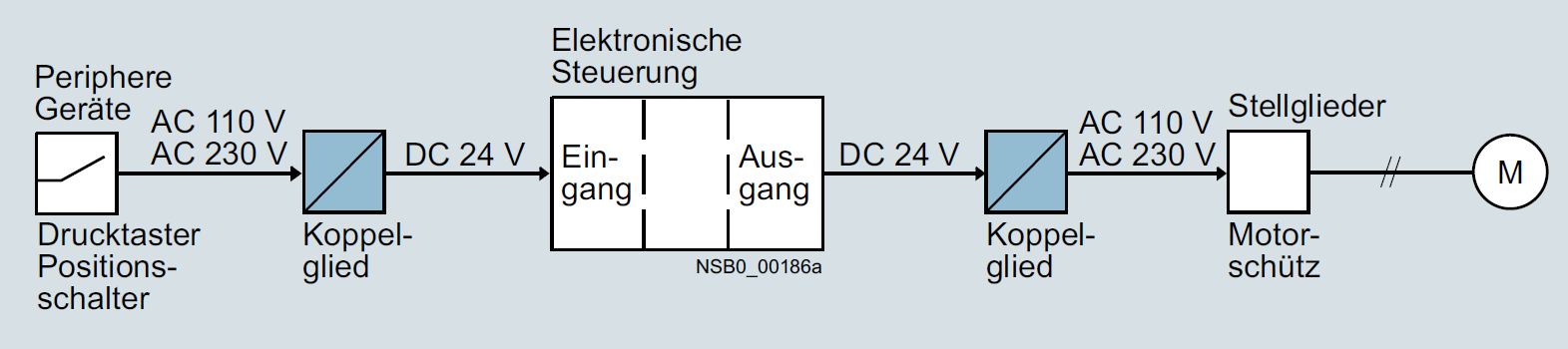
Anwendungsbeispiel eines Koppelrelais in einer Motorsteuerung

Ein typisches Anwendungsbeispiel für ein Koppelrelais ist die Spannungsumsetzung für eine Motorsteuerung, zum Beispiel um periphere Geräte wie Drucktaster oder Positionsschalter über eine elektronische Steuerung (SPS) an ein Motorschütz anbinden zu können.